# Rechtbank Overijssel
Rechtbank Overijssel is vanaf 1 april 2013 een van de elf rechtbanken in Nederland. Op 1 april 2013 werd de rechtbank Oost-Nederland gesplitst in de rechtbank Overijssel en de rechtbank Gelderland.
Het bestuur van de rechtbank is gevestigd in Zwolle. Daarnaast heeft de rechtbank zittingsplaatsen in Almelo en voor kantonzaken in Enschede. Het rechtsgebied van de rechtbank komt overeen met de vroegere arrondissementen Almelo en het Overijsselse deel van Zwolle-Lelystad.
Hoger beroep tegen beslissingen van de rechtbank kan worden ingesteld bij het Gerechtshof Arnhem-Leeuwarden en voor bestuurszaken bij de Centrale Raad van Beroep of de Raad van State.
Sinds 1 mei 2009 is de Accountantskamer opgericht. Deze tuchtrechtelijk instantie houdt zitting in het gebouw van de rechtbank Overijssel.